# Riccardo Rossi
Riccardo Rossi (Génova; 21 de marzo de 2002) es un piloto de motociclismo italiano que actualmente compite en Moto3 para Rivacold Snipers Team.

## Carrera temprana
Su pasión por las motos comenzó a una temprana edad, con las primeras experiencias en minimotos y con la participación en el Campeonato Italiano de MiniGP. En 2015 las cosas empezaron a ponerse serias y Riccardo participó en el CIV, en la categoría PreMoto3, con las 125cc del equipo SIC58. Los resultados fueron inmediatamente buenos: de hecho, terminó la temporada en cuarto lugar. Al año siguiente, Riccardo pasó al equipo RMU, en la misma categoría, terminando el Campeonato con una excelente 2.ª posición. En 2017 llegó el momento de crecer y afrontar retos más difíciles. En ese año Riccardo se unió al Campeonato Mundial Junior CIV y CEV. Fue una temporada importante, donde pudo conseguir mucha experiencia y empezó a conocer algunos de los circuitos más importantes del mundo. En 2018, Riccardo participó en el CIV, con el Gresini Racing Junior Team, y en el CEV Moto3, con el Laglisse Academy Team. En 2019 el piloto genovés debutó en el Mundial de Moto3 pilotando una Honda del equipo Gresini. En 2020 y 2021 continuó su camino en la misma categoría pero con el Boe Skull Rider Team. En 2022, Riccardo regresó al equipo SIC58, intentando demostrar tener lo necesario para competir con los mejores pilotos de la categoría. Su mejor resultado de 2022 fue el podio (3.ª posición) en Tailandia .

## Resultados

### Campeonato del Mundo Júnior FIM CEV Moto3

#### Carreras por año
(clave)
| Año  | Moto      | 1       | 2      | 3       | 4       | 5        | 6       | 7       | 8        | 9       | 10     | 11       | 12      | Pos. | Pts. |
| ---- | --------- | ------- | ------ | ------- | ------- | -------- | ------- | ------- | -------- | ------- | ------ | -------- | ------- | ---- | ---- |
| 2016 | Honda     | VAL1    | VAL2   | LMS     | ARA     | CAT1     | CAT2    | ALB     | ALG      | JER1    | JER2   | VAL1 Ret | VAL2 25 | NC   | 0    |
| 2017 | Husqvarna | ALB DNQ | LMS 25 | CAT1 23 | CAT2 19 | VAL1 Ret | VAL2 22 | EST 14  | JER1 30  | JER1 22 | ARA 31 | VAL1 28  | VAL2 26 | 38.º | 2    |
| 2018 | Husqvarna | EST 10  | VAL1 7 | VAL2 7  | FRA 8   | CAT1 Ret | CAT2 22 | ARA Ret | JER1 Ret | JER2 13 | ALB 31 | VAL1 13  | VAL2 16 | 15.º | 38   |

### Campeonato del Mundo de Motociclismo

#### Por categoría
| Cat.  | Temp.         | 1.er Gran Premio | 1.er Podio    | 1.ª Victoria  | Carreras | Victorias | Podios | Poles | VR | Pts | CM |
| ----- | ------------- | ---------------- | ------------- | ------------- | -------- | --------- | ------ | ----- | -- | --- | -- |
| Moto3 | 2019-presente | Catar 2019       | Francia 2021  |               | 118      | 0         | 2      | 0     | 2  | 266 | 0  |
| Total | 2019–Presente | 2019–Presente    | 2019–Presente | 2019–Presente | 118      | 0         | 2      | 0     | 2  | 266 | 0  |

#### Por temporada
| Temporada | Cat.  | Moto  | Equipo                          | Carreras | Victorias | Podios | Poles | VRáp | Pts. | Pos. |
| --------- | ----- | ----- | ------------------------------- | -------- | --------- | ------ | ----- | ---- | ---- | ---- |
| 2019      | Moto3 | Honda | Kömmerling Gresini Racing Moto3 | 19       | 0         | 0      | 0     | 0    | 8    | 32.º |
| 2020      | Moto3 | KTM   | BOE Skull Rider Facile Energy   | 14       | 0         | 0      | 0     | 0    | 10   | 25.º |
| 2021      | Moto3 | KTM   | BOE Owlride                     | 17       | 0         | 1      | 0     | 1    | 29   | 23.º |
| 2022      | Moto3 | Honda | Sic58 Squadra Corse             | 20       | 0         | 1      | 0     | 1    | 87   | 14.º |
| 2023      | Moto3 | Honda | Sic58 Squadra Corse             | 20       | 0         | 0      | 0     | 0    | 79   | 14.º |
| 2024      | Moto3 | KTM   | CIP Green Power                 | 20       | 0         | 0      | 0     | 0    | 33   | 18.º |
| 2025      | Moto3 | Honda | Rivacold Snipers Team           |          |           |        |       |      | *    | *    |
| Total     | Total | Total | Total                           | 118      | 0         | 2      | 0     | 2    | 266  |      |

#### Carreras por año
| Año  | Cat.  | Moto  | 1       | 2       | 3       | 4       | 5       | 6       | 7       | 8       | 9       | 10      | 11     | 12      | 13      | 14     | 15      | 16      | 17      | 18      | 19      | 20      | 21  | 22  | Pos. | Pts. |
| ---- | ----- | ----- | ------- | ------- | ------- | ------- | ------- | ------- | ------- | ------- | ------- | ------- | ------ | ------- | ------- | ------ | ------- | ------- | ------- | ------- | ------- | ------- | --- | --- | ---- | ---- |
| 2019 | Moto3 | Honda | QAT 22  | ARG 22  | AME 21  | SPA 21  | FRA Ret | ITA 21  | CAT 17  | NED 21  | GER 22  | CZE Ret | AUT 23 | GBR 27  | RSM 14  | ARA 26 | THA 13  | JPN 21  | AUS Ret | MAL 15  | VAL 14  |         |     |     | 32.º | 8    |
| 2020 | Moto3 | KTM   | QAT 24  | SPA Ret | ANC 21  | CZE Ret | AUT 18  | STY Ret | RSM 13  | EMI 21  | CAT 20  | FRA 14  | ARA 21 | TER     | EUR 11  | VAL 23 | POR 24  |         |         |         |         |         |     |     | 25.º | 10   |
| 2021 | Moto3 | KTM   | QAT Ret | DOH 19  | POR 19  | SPA 17  | FRA 3   | ITA 18  | CAT DNS | GER Ret | NED 18  | STY 23  | AUT 19 | GBR 9   | ARA 15  | RSM 11 | AME 20  | EMI Ret | ALR 18  | VAL 16  |         |         |     |     | 23.º | 29   |
| 2022 | Moto3 | Honda | QAT 12  | INA 17  | ARG 4   | AME 9   | POR 11  | SPA Ret | FRA 13  | ITA 6   | CAT 11  | GER Ret | NED 11 | GBR 14  | AUT 19  | RSM 11 | ARA 16  | JPN 10  | THA 3   | AUS 10  | MAL Ret | VAL Ret |     |     | 14.º | 87   |
| 2023 | Moto3 | Honda | POR 15  | ARG Ret | AME 15  | SPA Ret | FRA 16  | ITA 8   | GER 17  | NED 18  | GBR 13  | AUT 6   | CAT 6  | RSM 18  | IND 7   | JPN 13 | INA 13  | AUS 6   | THA 8   | MAL Ret | QAT 4   | VAL 17  |     |     | 14.º | 79   |
| 2024 | Moto3 | KTM   | QAT 4   | POR Ret | AME 16  | SPA 18  | FRA Ret | CAT Ret | ITA 13  | NED 18  | GER 19  | GBR 14  | AUT 10 | ARA 20  | RSM Ret | ERM 23 | INA Ret | JPN 14  | AUS 12  | THA 13  | MAL Ret | SLD Ret |     |     | 18.º | 33   |
| 2025 | Moto3 | Honda | THA 8   | ARG 18  | AME Ret | QAT 5   | SPA Ret | FRA 18  | GBR 15  | ARA 18  | ITA Ret | NED 14  | GER 14 | CZE Ret | AUT 19  | HUN    | CAT     | RSM     | JPN     | INA     | AUS     | MAL     | POR | VAL | 20.° | 24   |

| Color     | Resultado                                                               |
| --------- | ----------------------------------------------------------------------- |
| Oro       | Ganador                                                                 |
| Plata     | 2.ª plaza                                                               |
| Bronce    | 3.ª plaza                                                               |
| Verde     | Finalizó en los puntos                                                  |
| Azul      | Finalizó sin puntos                                                     |
| Azul      | NC - No clasificado                                                     |
| Violeta   | Ret - No terminó (Carrera)                                              |
| Rojo      | DNQ - No se clasificó                                                   |
| Negro     | DSQ - Descalificado                                                     |
| Blanco    | DNS - No empezó (carrera)                                               |
| Blanco    | WD - Retirado (fin de semana)                                           |
| Blanco    | C - Carrera cancelada                                                   |
| Sin color | DNP - Inscrito pero no participó                                        |
| Sin color | INJ - Lesionado                                                         |
| Sin color | EX - Excluido                                                           |
| Estado    | Resultado                                                               |
| Negrita   | Pole position                                                           |
| Cursiva   | Vuelta rápida                                                           |
| x         | Posición en carrera sprint                                              |
| †         | Abandona, pero clasifica al completar el porcentaje requerido para ello |